# 喀斯特鱥
喀斯特鱥（学名：Phoxinus karsticus）為輻鰭魚綱鯉形目雅羅魚科鱥屬的魚類，分布於歐洲波士尼亞Popovo Polje流域，為特有種
，體長可達7.3公分，生活習性不明。